# Яроповицька сільська рада
Яроповицька сільська рада — колишня адміністративно-територіальна одиниця та орган місцевого самоврядування у Андрушівському районі Житомирської області з адміністративним центром у с. Яроповичі.

## Населені пункти
Сільській раді були підпорядковані населені пункти:
- с. Яроповичі

## Населення
Відповідно до перепису населення СРСР, станом на 17 грудня 1926 року, чисельність населення ради становила 3 778 осіб, з них за статтю: чоловіків — 1 826, жінок — 1 947, етнічний склад: українців — 3 571, росіян — 34, євреїв — 8, поляків — 138, інших — 22. Кількість господарств — 895, з них несільського типу — 74.
Відповідно до результатів перепису населення СРСР, кількість населення ради станом на 12 січня 1989 року становила 1 303 особи.
Станом на 5 грудня 2001 року, відповідно до перепису населення України, кількість мешканців сільської ради становила 1 117 осіб.

## Склад ради
Рада складалася з 14 депутатів та голови.

## Керівний склад сільської ради
| ПІБ                      | Основні відомості                                                  | Дата обрання | Дата звільнення |
| ------------------------ | ------------------------------------------------------------------ | ------------ | --------------- |
| Поліняк Микола Дмитрович | Сільський голова , 1957 року народження, освіта                    | 26.03.2006   | 31.10.2010      |
| Поліняк Микола Дмитрович | Сільський голова , 1957 року народження, освіта вища, безпартійний | 31.10.2010   |                 |

Примітка: таблиця складена за даними джерела

## Історія
Створена 1923 року в с. Яроповичі Ходорківської волості Сквирського повіту Київської губернії. Станом на 17 грудня 1926 року в підпорядкуванні значилися виселок Гать, хутори Роздоли, Троянки, Призавгосп та лісова сторожка Урочище Гала. На 1 жовтня 1941 року хутори Роздоли, Троянки, Призавгосп та ліс. стор. Урочище Гала не перебували на обліку населених пунктів.
Станом на 1 вересня 1946 року сільська рада входила до складу Андрушівського району Житомирської області, на обліку в раді перебували с. Яроповичі та х. Гать.
29 червня 1960 року, відповідно до рішення Житомирського облвиконкому № 683 «Про об'єднання деяких населених пунктів в районах області», х. Гать приєднано до с. Яроповичі.
На 1 січня 1972 року сільська рада входила до складу Андрушівського району Житомирської області, на обліку в раді перебувало с. Яроповичі.
Виключена з облікових даних 17 липня 2020 року. Територію та населені пункти ради, відповідно до розпорядження Кабінету Міністрів України № 711-р від 12 червня 2020 року «Про визначення адміністративних центрів та затвердження територій територіальних громад Житомирської області», включено до складу Андрушівської міської територіальної громади Бердичівського району Житомирської області.
Входила до складу Ходорківського (7.03.1923 р.), Андрушівського (27.06.1925 р., 4.01.1965 р.) та Попільнянського (30.12.1962 р.) районів.